# Wilber (Nebraska)
Wilber es una ciudad ubicada en el condado de Saline en el estado estadounidense de Nebraska. En el Censo de 2010 tenía una población de 1855 habitantes y una densidad poblacional de 791,4 personas por km².

## Geografía
Wilber se encuentra ubicada en las coordenadas 40°28′51″N 96°57′54″O / 40.48083, -96.96500. Según la Oficina del Censo de los Estados Unidos, Wilber tiene una superficie total de 2.34 km², de la cual 2.33 km² corresponden a tierra firme y (0.44%) 0.01 km² es agua.

## Demografía
Según el censo de 2010, había 1855 personas residiendo en Wilber. La densidad de población era de 791,4 hab./km². De los 1855 habitantes, Wilber estaba compuesto por el 90.51% blancos, el 1.78% eran afroamericanos, el 0.65% eran amerindios, el 1.78% eran asiáticos, el 0.38% eran isleños del Pacífico, el 3.61% eran de otras razas y el 1.29% pertenecían a dos o más razas. Del total de la población el 10.84% eran hispanos o latinos de cualquier raza.